# Khadija Mohamed
Khadija Mohamed (tiếng Somalia: Khadiija Maxamed, tiếng Ả Rập: خديجة محمد) là một nhà ngoại giao Somalia. Cô là Đại sứ của Somalia tại Iraq, có trụ sở tại Đại sứ quán Somalia ở Baghdad. Cô được chỉ định lại văn phòng vào ngày 2 tháng 4 năm 2015.